# Sirtaki
Der Sirtaki (griechisch συρτάκι syrtaki „kleiner Syrtos“) ist ein Tanz aus dem Film Alexis Sorbas von 1964 in der Tradition griechischer Volkstänze. Er wird in einer Reihe getanzt, wobei die Tänzer ihre Arme über die Schultern der Nachbarn legen. Dies unterscheidet ihn von vielen traditionellen Tänzen, die meist im Kreis, mit gefassten Händen, getanzt werden.

## Ursprung
Die Schrittfolge des Sirtaki wurde erstmals 1964 zur Filmmusik von Mikis Theodorakis für den Film Alexis Sorbas nach dem Roman von Nikos Kazantzakis choreographiert, angeblich um dem für griechische Tänze wenig begabten Hauptdarsteller Anthony Quinn die Darstellung zu erleichtern; ursprünglich war für die abschließende Tanzszene ein fünftaktiger Pentosalis vorgesehen. Quinn selbst erklärte dagegen später die Erfindung der Tanzschritte mit einer Fußverletzung. Es handelt sich also um eine erfundene Tradition; die heute als Sirtaki bekannte Choreografie ist kein althergebrachtes griechisches Volksgut. Zusammen mit dem Film wurde auch der Sirtaki dann aber international bekannt und zum Inbegriff des griechischen Tanzes.
Die Choreographie des neuen Tanzes lehnte sich mit zunächst langsamen Schritten an den konstantinopolitanischen Chasapiko („Tanz der Schlachter aus Konstantinopel“) an und geht zum Ende in die schnellere Schrittfolge des Chasaposervikos (sérvikos „serbischer“, ein schneller Chasapikos) über.

## Name
Seinen Namen erhielt der Sirtaki vom Volkstanz Syrtos, eigentlich sirtos choros (griechisch συρτός χορός), was „der schleppende Tanz“ bedeutet, im Gegensatz zum gesprungenen Tanz, dem pidiktos choros (πηδηκτός χορός).
„Sirtaki“ ist das Diminutiv (die Verkleinerungsform) zu Syrtos, der traditionellsten Art griechischer Volkstänze. Nahezu jede Insel(gruppe) hat ihren eigenen Syrtos, z. B. den Syrtos Skiros, den Sirtos Silivrianos von Naxos oder den Chaniotiko (Syrtos von Chania, Kreta). Es gibt auch auf dem Festland Tänze, wie den Syrtos der Sarakatsanen, die den Beinamen „Syrtos“ tragen, aber mit dem Syrtos im 2/4-Takt mit dem Tanzrhythmus „lang-kurz-kurz“ nichts zu tun haben. Der Syrtos wird im offenen Kreis und mit unbegrenzter Teilnehmerzahl getanzt, Sirtaki (Syrtaki), der „kleine Syrtos“, wird wegen der Möglichkeit zur freien Kombination seiner Figuren (im Gegensatz zu den fixierten Schrittfolgen traditioneller Volkstänze) gewöhnlich nur von zwei oder drei aufeinander eingespielten Personen getanzt.

## Bedeutung
Mikis Theodorakis’ Kombination von Elementen regionaler griechischer Tänze in einem neuen Tanz hat diesem eine herausragende Bedeutung gegeben und wird in Griechenland mittlerweile als nationales Kulturgut betrachtet. Er wird auch im Ausland mit Griechenland assoziiert.
Der 1994 erschienene Remix von A.T.H.E.N.A. wurde in der Deutschen Eishockey Liga im Zusammenhang mit Spielern griechischer Abstammung gespielt, die nach dem Bosman-Urteil nach Deutschland kamen. Danach hat sich die Version als Eröffnungsmusik etabliert.